# Bebryce sirene
Bebryce sirene är en korallart som beskrevs av Manfred Grasshoff 1999. Bebryce sirene ingår i släktet Bebryce och familjen Plexauridae. Inga underarter finns listade i Catalogue of Life.